# Benjamin Bildstein
Benjamin Bildstein (Bregenz, 16 de enero de 1992) es un deportista austríaco que compite en vela en la clase 49er.
Ganó una medalla de bronce en el Campeonato Mundial de 49er de 2017 y dos medallas en el Campeonato Europeo de 49er, en los años 2020 y 2023.

## Palmarés internacional
| \| Campeonato Mundial \| Campeonato Mundial \| Campeonato Mundial \| Campeonato Mundial \| \| Año \| Lugar \| Medalla \| Clase \| \| ------------------ \| --------------------- \| ------------------ \| ------------------ \| \| 2017 \| Matosinhos (Portugal) \| Medalla de bronce \| 49er \| \| Campeonato Europeo \| \| \| \| \| Año \| Lugar \| Medalla \| Clase \| \| 2020 \| Attersee (Austria) \| Medalla de plata \| 49er \| \| 2023 \| Vilamoura (Portugal) \| Medalla de bronce \| 49er \| |                       |                   |       |
| Campeonato Mundial |                       |                   |       |
| Año | Lugar                 | Medalla           | Clase |
| 2017 | Matosinhos (Portugal) | Medalla de bronce | 49er  |
| Campeonato Europeo |                       |                   |       |
| Año | Lugar                 | Medalla           | Clase |
| 2020 | Attersee (Austria)    | Medalla de plata  | 49er  |
| 2023 | Vilamoura (Portugal)  | Medalla de bronce | 49er  |